# توني وارنر
أنتوني راندولف وارنر (بالإنجليزية: Tony Warner)‏، من مواليد 11 مايو 1974 في ليفربول في إنجلترا، لاعب كرة قدم من ترينداد وتوباغو.
بدأ مسيرته الكروية مع نادي ليفربول الإنجليزي في عام 1990، ولعب معهم حتى عام 1999، وفي عام 1997 أعير إلى نادي سويندون تاون الإنجليزي، ولعب معهم 3 مباريات، وفي موسم 1998/1999 أعير إلى نادي سيلتك الإسكتلندي، ولعب معهم 3 مباريات، وفي عام 1999 أعير إلى نادي أبردين الإسكتلندي، ولعب معهم 6 مباريات، وفي عام 1999 انتقل إلى نادي ميلوال الإنجليزي ولعب معهم حتى عام 2004، وشارك معهم في 200 مباراة، وفي عام 2004 انتقل إلى نادي كارديف الإسكتلندي، ولعب معهم حتى عام 2006، وشارك معهم في 26 مباراة، وفي موسم 2005/2006 أعير إلى نادي فولهام الإنجليزي، ولعب معهم في 14 مباراة، وفي عام 2006 انتقل إلى نادي فولهام الإنجليزي، وهو يلعب معهم حتى الآن، وفي عام 2006 أعير إلى نادي ليدز يونايتد الإنجليزي، ولعب معهم 13 مباراة، وفي عام 2007 أعير إلى نادي نوريتش سيتي، ولعب معهم 13 مباراة.
و قد بدأ باللعب مع منتخب ترينيداد وتوباغو لكرة القدم في عام 2006.

## مسيرته الكروية
لعب توني وارنر خلال مسيرته الاحترافية مع 19 ناديًا في ثمانية وعشرون موسمًا ولم يسجل خلالها أي هدف ضمن 357 مباراة. ولم يفز بأي موسم بالكأس أو بالدوري.
خاض توني وارنر مسيرته مع نادي ليفربول في موسم 1994–95 واستمر معه طيلة ثلاثة مواسم، لم يشارك في أي مباراة ولم يسجل أي هدف. ثم انتقل إلى نادي سويندون تاون في موسم 1997–98 لمدة موسم واحد، حيث شارك في مباراتين ولم يسجل أي هدف أيضًا. لينتقل بعدها إلى نادي أبردين في موسم 1998–99 لمدة موسم واحد، مشاركًا في 6 مباريات ولم يسجل أي هدف أيضًا. ثم انتقل إلى نادي ميلوول في موسم 1999–00 ليلعب معه خمسة مواسم، مشاركًا في 200 مباراة ولم يسجل أي هدف أيضًا. هذا وانتقل لاحقًا إلى نادي كارديف سيتي في موسم 2004–05 لمدة موسم واحد، مشاركًا في 26 مباراة ولم يسجل أي هدف أيضًا. ثم انتقل بعدها إلى نادي فولهام في موسم 2005–06 ولمدة موسمين، مشاركًا في 21 مباراة ولم يسجل أي هدف أيضًا. ليعود وينتقل من جديد، لكن هذه المرة إلى نادي نورويتش سيتي في موسم 2006–07 لمدة موسم واحد، مشاركًا في 13 مباراة ولم يسجل أي هدف أيضًا. لينتقل بعدها إلى نادي بارنسلي في موسم 2007–08 لمدة موسم واحد، مشاركًا في 3 مباريات ولم يسجل أي هدف أيضًا. ثم لعب في نادي ليستر سيتي في موسم 2008–09 لمدة موسم واحد، مشاركًا في 4 مباريات ولم يسجل أي هدف أيضًا. ليعود ويرتحل عنه إلى نادي تشارلتون أثلتيك في موسم 2009–10 لمدة موسم واحد، لم يشارك في أي مباراة ولم يسجل أي هدف أيضًا. ثم انتقل إلى نادي ترانمير روفرز في موسم 2010–11 لمدة موسم واحد، مشاركًا في 25 مباراة ولم يسجل أي هدف أيضًا. لينتقل بعدها إلى نادي ويلينغتون فينيكس في موسم 2011–12 لمدة موسم واحد، مشاركًا في 15 مباراة ولم يسجل أي هدف أيضًا. ثم انتقل إلى نادي فلوريانا في موسم 2012–13 لمدة موسم واحد، مشاركًا في 24 مباراة ولم يسجل أي هدف أيضًا. هذا وانتقل لاحقًا إلى نادي بلاكبول في موسم 2013–14 لمدة موسم واحد، لم يشارك في أي مباراة ولم يسجل أي هدف أيضًا. ثم انتقل بعدها إلى نادي أكرينغتون ستانلي في موسم 2014–15 لمدة موسم واحد، لم يشارك في أي مباراة ولم يسجل أي هدف أيضًا.

## روابط خارجية
- توني وارنر على موقع الاتحاد الأوربي (الإنجليزية)
- توني وارنر على موقع قاعدة بيانات كرة القدم.إي يو (الإنجليزية)
- توني وارنر على موقع ناشيونال فوتبول تيمز (الإنجليزية)
- توني وارنر على موقع Soccerbase.com (لاعب) (الإنجليزية)
- توني وارنر على موقع عالم كرة القدم.نت (الإنجليزية)
- توني وارنر على موقع كووورة